# Typha laxmannii
Typha laxmannii là một loài thực vật có hoa trong họ Typhaceae. Loài này được Lepech. miêu tả khoa học đầu tiên năm 1801.

## Hình ảnh

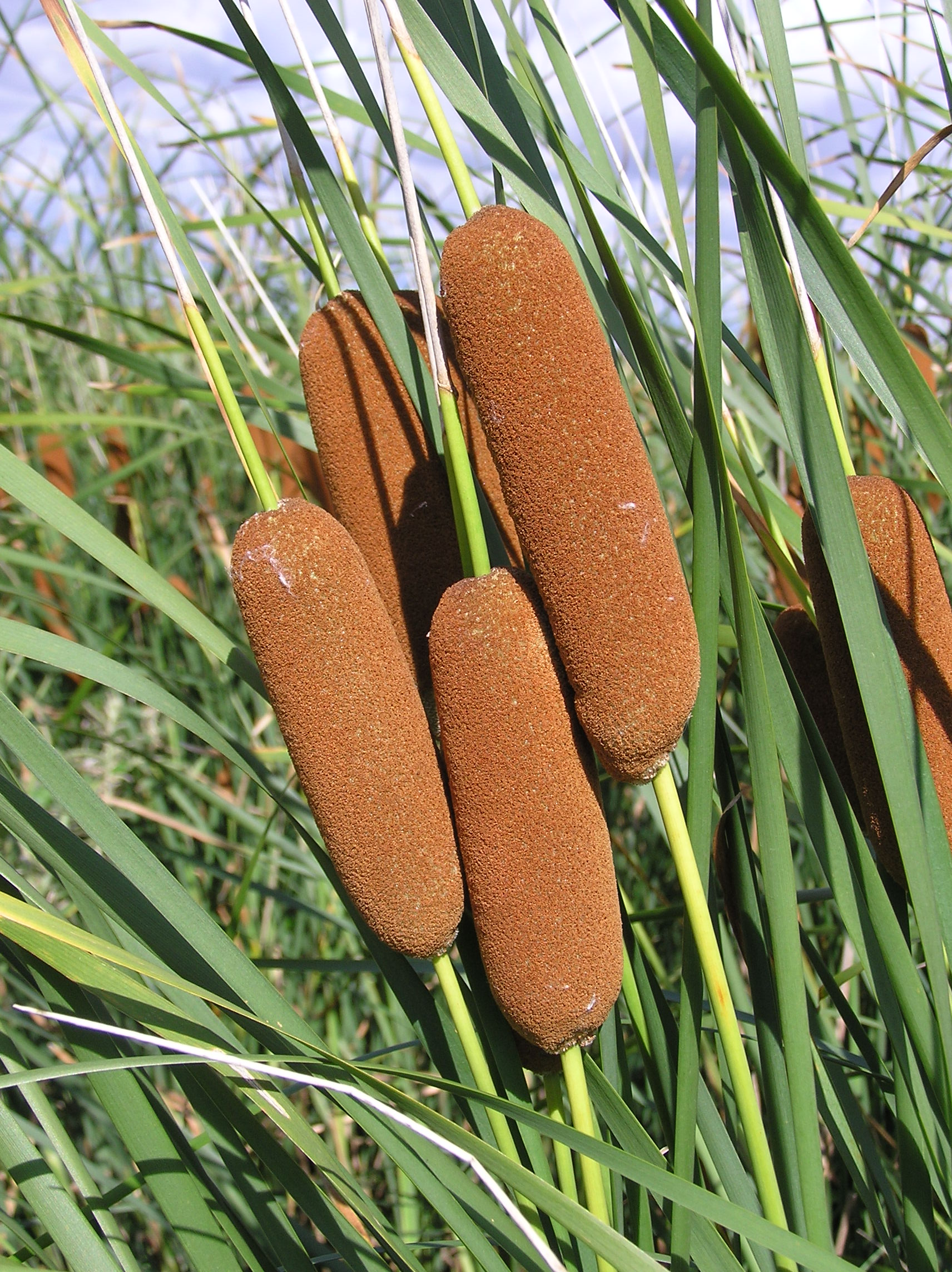
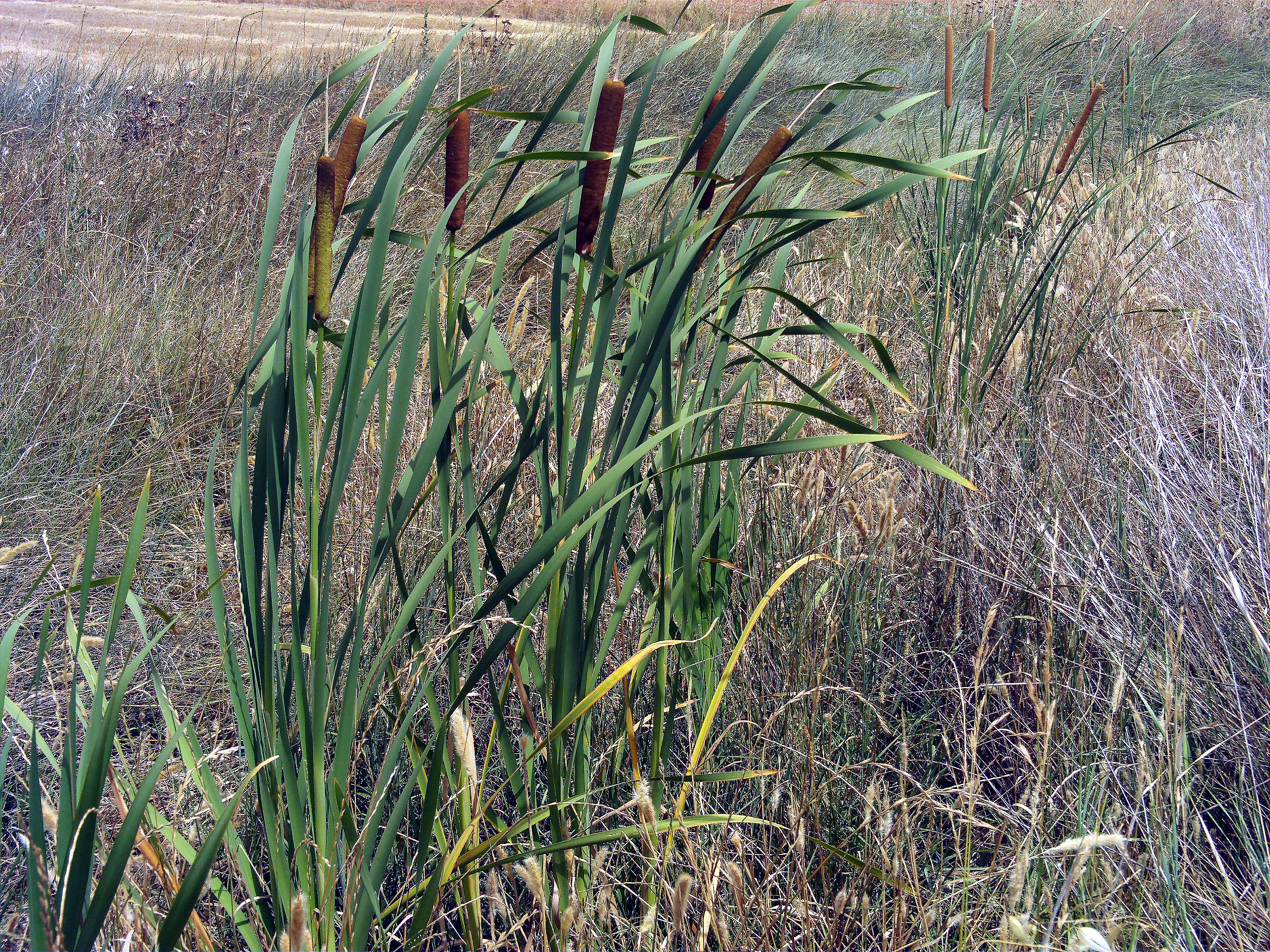
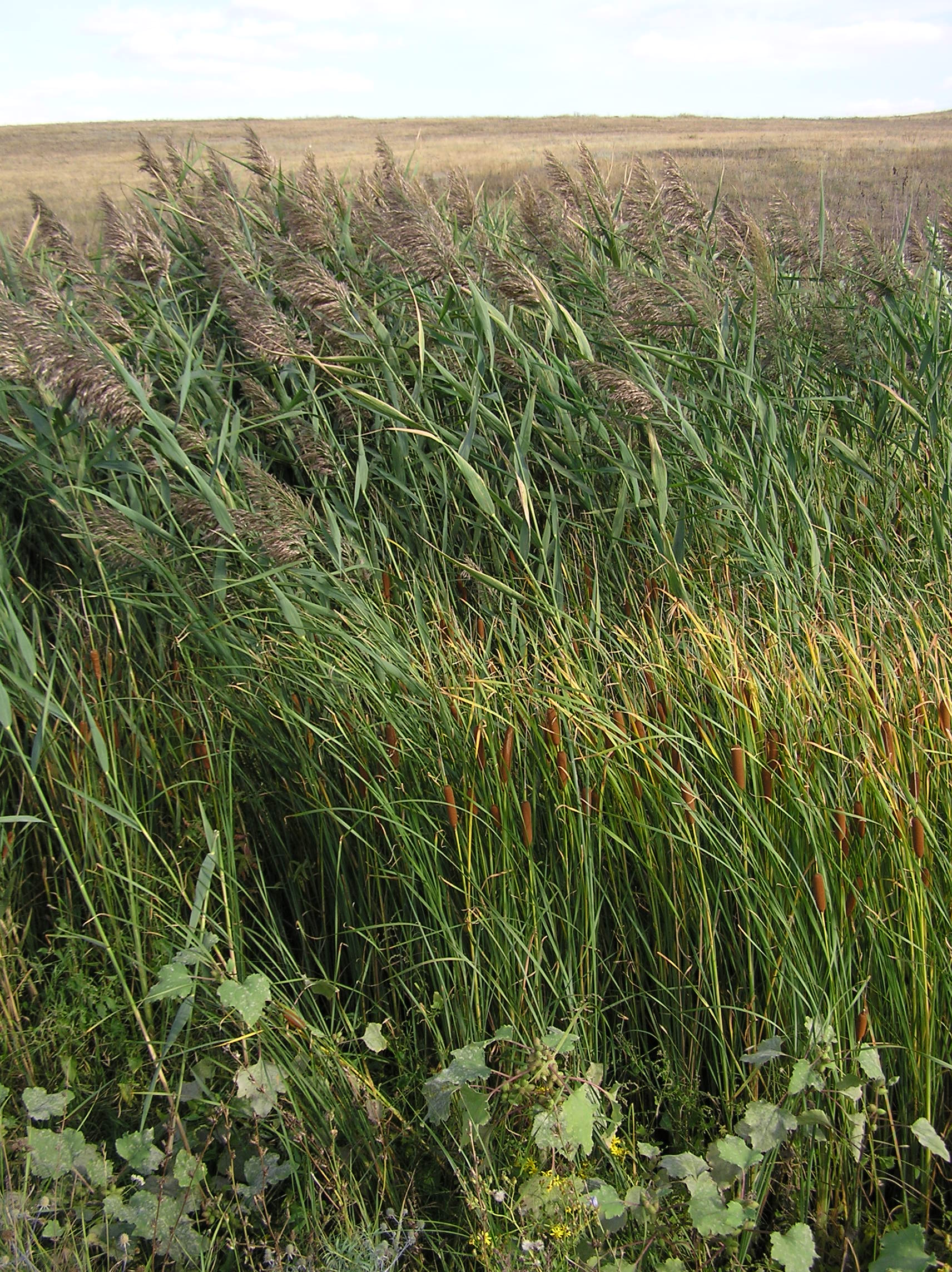
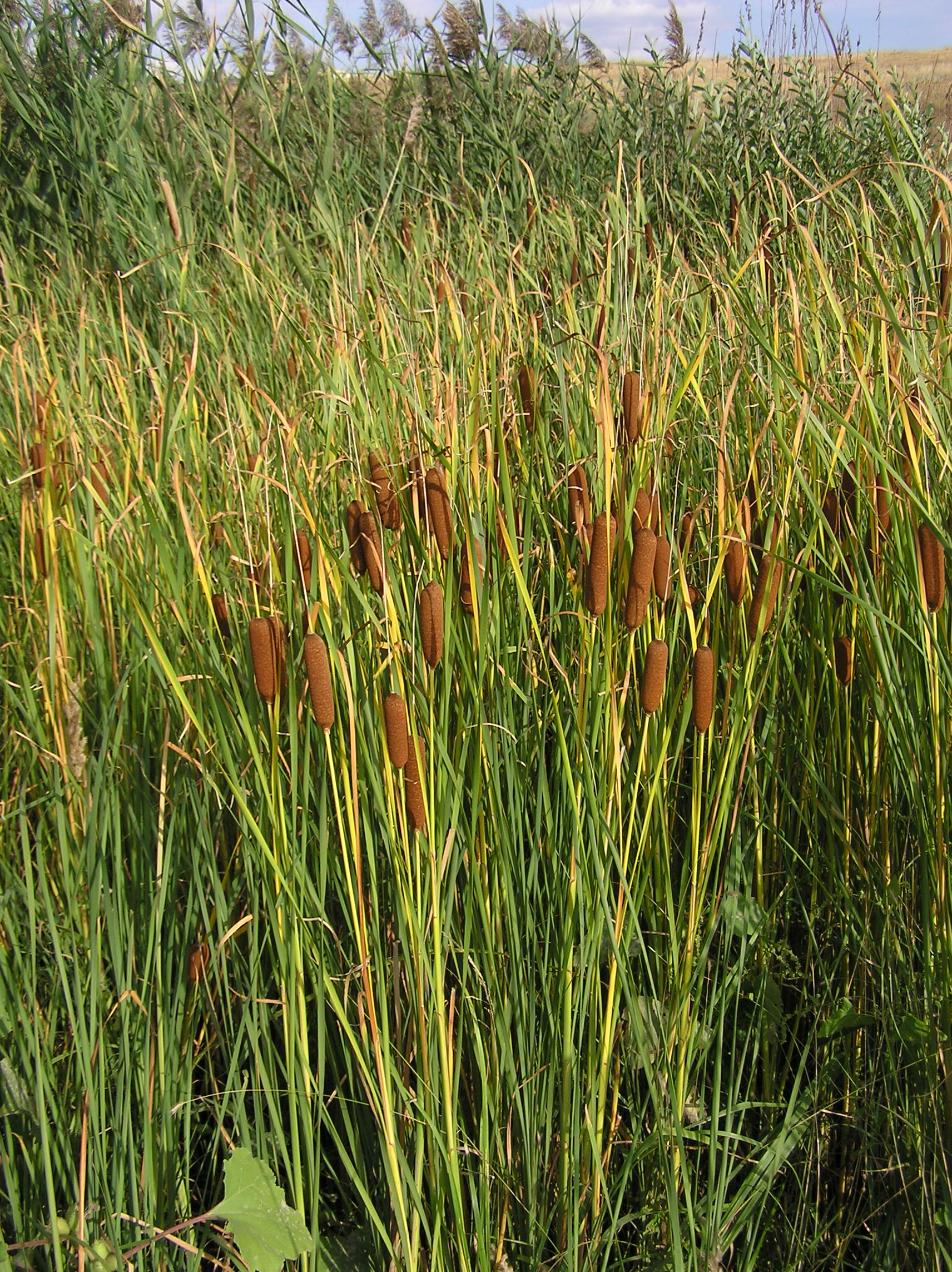